# East Carondelet
East Carondelet és una població dels Estats Units a l'estat d'Illinois. Segons el cens del 2000 tenia 267 habitants.

## Demografia
Segons el cens del 2000, East Carondelet tenia 267 habitants, 94 habitatges, i 68 famílies. La densitat de població era de 82,5 habitants/km².
Dels 94 habitatges en un 37,2% hi vivien nens de menys de 18 anys, en un 54,3% hi vivien parelles casades, en un 16% dones solteres, i en un 26,6% no eren unitats familiars. En el 22,3% dels habitatges hi vivien persones soles el 7,4% de les quals corresponia a persones de 65 anys o més que vivien soles. El nombre mitjà de persones vivint en cada habitatge era de 2,84 i el nombre mitjà de persones que vivien en cada família era de 3,28.
Per edats la població es repartia de la següent manera: un 29,6% tenia menys de 18 anys, un 6,4% entre 18 i 24, un 26,6% entre 25 i 44, un 25,5% de 45 a 60 i un 12% 65 anys o més.
L'edat mediana era de 36 anys. Per cada 100 dones de 18 o més anys hi havia 91,8 homes.
La renda mediana per habitatge era de 36.071 $ i la renda mediana per família de 39.583 $. Els homes tenien una renda mediana de 35.500 $ mentre que les dones 21.875 $. La renda per capita de la població era de 13.402 $. Aproximadament el 3,8% de les famílies i el 2,9% de la població estaven per davall del llindar de pobresa.

## Poblacions properes
El següent diagrama mostra les poblacions més properes.